# رود کاج
رود کاج یک روستا در ایران است که در دهستان جلگه ماژان شهرستان خوسف واقع شده‌است.